# تپه س مهترلو
تپه س مهترلو مربوط به هزاره اول قبل از میلاد دوره اشکانیان است و در شهرستان ورزقان، بخش مرکزی، دهستان ازومدل جنوبی، ۷۰۰ متری شمال غربی روستای مهترلو واقع شده و این اثر در تاریخ ۱۲ شهریور ۱۳۸۶ با شمارهٔ ثبت ۱۹۳۵۳ به‌عنوان یکی از آثار ملی ایران به ثبت رسیده است.